# Pomi
Pomi é uma comuna romena localizada no distrito de Satu Mare, na região histórica da Transilvânia. A comuna possui uma área de 39.4 km² e sua população era de 2020 habitantes segundo o censo de 2007.